# Universale Economica Feltrinelli dal 2201 al 2300

## Dal n. 2201 al n. 2300
- I 100 precedenti: Universale Economica Feltrinelli dal 2101 al 2200

| Universale Economica Feltrinelli |           | |                                               |
|                                  |           | |                                               |
|                                  | Sezione   | Titolo | Autore                                        |
| 2201                             | Noir      | La ragazza che viene dal passato                                                                            | Simone van der Vlugt                          |
| 2201 classici                    | Classici  | Billy Budd, a cura di Alessandro Ceni                                                                       | Herman Melville                               |
| 2202                             | Varia     | Guida rapida per cervelloni: la mente                                                                       | Emily Anthes e «Scientific American»          |
| 2202 classici                    | Classici  | Anime morte, a cura di Paolo Nori                                                                           | Nikolaj Vasil'evič Gogol'                     |
| 2203                             | Varia     | Einstein al suo cuoco la raccontava così                                                                    | Robert L. Wolke                               |
| 2203 classici                    | Classici  | Viaggio di un naturalista attorno al mondo, a cura di Paolo Costa                                           | Charles Darwin                                |
| 2204                             | Saggi     | S.O.S. Tata. Tutti i consigli, le regole e le ricette delle tate                                            | Renata Scola e Francesca Valla                |
| 2204 classici                    | Classici  | Canti dell'Innocenza e dell'Esperienza, con uno scritto di T.S. Eliot                                       | William Blake                                 |
| 2205                             | Varia     | Mai più paura di volare                                                                                     | Luca Evangelisti                              |
| 2205 classici                    | Classici  | Il mio letto è una nave, a cura di Roberto Mussapi                                                          | Robert Louis Stevenson                        |
| 2206                             | Narrativa | Jack | A. M. Homes                                   |
| 2206 classici                    | Classici  | La confessione, a cura di Gianlorenzo Pacini                                                                | Lev Tolstoj                                   |
| 2207                             | Narrativa | Memoriale del convento                                                                                      | José Saramago                                 |
| 2207 classici                    | Classici  | Il Corvo e altre poesie, a cura di Raul Montanari                                                           | Edgar Allan Poe                               |
| 2208                             | Narrativa | La prova del miele                                                                                          | Salwa Al-Neimi                                |
| 2208 classici                    | Classici  | Molto rumore per nulla, a cura di Nadia Fusini                                                              | William Shakespeare                           |
| 2209                             | Narrativa | Alfred e Emily                                                                                              | Doris Lessing                                 |
| 2209 classici                    | Classici  | Beppo. Una storia veneziana, a cura di Roberto Mussapi                                                      | George Gordon Byron                           |
| 2210                             | Narrativa | Un po' per amore, un po' per rabbia                                                                         | Pino Cacucci                                  |
| 2210 classici                    | Classici  | Tre racconti, trad. di Camillo Sbarbaro                                                                     | Gustave Flaubert                              |
| 2211                             | Saggi     | Soggetto e fondamento                                                                                       | Salvatore Natoli                              |
| 2211 classici                    | Classici  | Cyrano de Bergerac, a cura di Cinzia Bigliosi Franck                                                        | Edmond Rostand                                |
| 2212                             | Saggi     | Il potere psichiatrico. Corso al Collège de France 1973-74                                                  | Michel Foucault                               |
| 2212 classici                    | Classici  | I poeti del canone lirico nella Grecia antica                                                               | Bruno Gentili e Carmine Catenacci (a cura di) |
| 2213                             | Memoria   | Operai | Gad Lerner                                    |
| 2213 classici                    | Classici  | Il diavolo in corpo, a cura di Marica Larocchi                                                              | Raymond Radiguet                              |
| 2214                             | Saggi     | Ancora dalla parte delle bambine, prefazione di Elena Gianini Belotti                                       | Loredana Lipperini                            |
| 2214 classici                    | Classici  | Fratelli d'Italia: pagine politiche, a cura di David Bidussa                                                | Goffredo Mameli                               |
| 2215                             | Oriente   | A tu per tu con la paura: un percorso d'amore attraverso le relazioni dalla co-dipendenza alla libertà      | Krishnananda                                  |
| 2215 classici                    | Classici  | Padri e figli, a cura di Paolo Nori                                                                         | Ivan Turgenev                                 |
| 2216                             | Saggi     | Talebani. Islam, petrolio e il Grande scontro in Asia centrale                                              | Ahmed Rashid                                  |
| 2216 classici                    | Classici  | Sarrasine                                                                                                   | Honoré de Balzac                              |
| 2217                             | Narrativa | La zattera di pietra                                                                                        | José Saramago                                 |
| 2217 classici                    | Classici  | Poesie scelte, a cura di Susanna Mati                                                                       | Friedrich Hölderlin                           |
| 2218                             | Narrativa | Tutti i nomi                                                                                                | José Saramago                                 |
| 2218 classici                    | Classici  | Le parole dei Sapienti, a cura di Angelo Tonelli                                                            | Senofane, Parmenide, Zenone, Melisso          |
| 2219                             | Varia     | Le canzoni di Bilitis di Pierre Louÿs                                                                       | Eva Cantarella                                |
| 2219 classici                    | Classici  | I canti di Maldoror, a cura di Laura Colombo                                                                | Lautréamont                                   |
| 2220                             | Narrativa | Vento scomposto                                                                                             | Simonetta Agnello Hornby                      |
| 2220 classici                    | Classici  | Prometeo, a cura di Davide Susanetti                                                                        | Eschilo                                       |
| 2221                             | Narrativa | La musica sveglia il tempo                                                                                  | Daniel Barenboim                              |
| 2221 classici                    | Classici  | Re Lear, a cura di Agostino Lombardo                                                                        | William Shakespeare                           |
| 2222                             | Narrativa | Storie di politica sospetta                                                                                 | Manuel Vázquez Montalbán                      |
| 2222 classici                    | Classici  | François le Champi, a cura di Cinzia Bigliosi                                                               | George Sand                                   |
| 2223                             | Narrativa | L'Italia in seconda classe                                                                                  | Paolo Rumiz                                   |
| 2223 classici                    | Classici  | Odi, Epodi e Canto secolare, a cura di Ugo Dotti                                                            | Orazio                                        |
| 2224                             | Saggi     | Le sfide dell'etica                                                                                         | Zygmunt Bauman                                |
| 2224 classici                    | Classici  | Una stanza tutta per sé, trad. Juan Rodolfo Wilcock                                                         | Virginia Woolf                                |
| 2225                             | Saggi     | La famiglia è competente                                                                                    | Jesper Juul                                   |
| 2225 classici                    | Classici  | Il Maestro e Margherita                                                                                     | Michail Bulgakov                              |
| 2226                             | Narrativa | Nahui | Pino Cacucci                                  |
| 2226 classici                    | Classici  | La guardia bianca                                                                                           | Michail Bulgakov                              |
| 2227                             | Narrativa | Belle anime porche                                                                                          | Francesca Ferrando                            |
| 2227 classici                    | Classici  | Il grande Gatsby, a cura di Franca Cavagnoli                                                                | Francis Scott Fitzgerald                      |
| 2228                             | Poesia    | Il gatto lupesco. Poesie 1982-2001                                                                          | Edoardo Sanguineti                            |
| 2228 classici                    | Classici  | Malombra, a cura di Silvia Rota Sperti, con un saggio di Carlo Bo                                           | Antonio Fogazzaro                             |
| 2229                             | Poesia    | Segnalibro. Poesie 1951-1981                                                                                | Edoardo Sanguineti                            |
| 2229 classici                    | Classici  | Il richiamo della foresta - Bâtard - Preparare un fuoco, a cura di Davide Sapienza                          | Jack London                                   |
| 2230                             | Narrativa | Il giorno prima della felicità                                                                              | Erri De Luca                                  |
| 2230 classici                    | Classici  | Foglie d'erba, a cura di Alessandro Ceni                                                                    | Walt Whitman                                  |
| 2231                             | Narrativa | Breviario comico                                                                                            | Michele Serra                                 |
| 2231 classici                    | Classici  | Dell'insurrezione di Milano nel 1848 e della successiva guerra: memorie, introduzione di Franco Catalano    | Carlo Cattaneo                                |
| 2232                             | Narrativa | A colloquio. Tutte le mattine al Centro di Salute Mentale                                                   | Massimo Cirri                                 |
| 2232 classici                    | Classici  | L'ispettore generale - Il matrimonio - I giocatori, a cura di Serena Prina                                  | Nikolaj Vasil'evič Gogol'                     |
| 2233                             | Memoria   | Nel turbine della Storia: riflessioni sul XXI secolo                                                        | Ryszard Kapuściński                           |
| 2233 classici                    | Classici  | Cuore di cane - Uova fatali, a cura di Serena Prina                                                         | Michail Bulgakov                              |
| 2234                             | Varia     | Dammi mille baci. Veri uomini e vere donne nell'Antica Roma                                                 | Eva Cantarella                                |
| 2234 classici                    | Classici  | I Viceré | Federico De Roberto                           |
| 2235                             | Narrativa | Pane e tempesta                                                                                             | Stefano Benni                                 |
| 2235 classici                    | Classici  | Dracula | Bram Stoker                                   |
| 2236                             | Narrativa | L'isola sotto il mare                                                                                       | Isabel Allende                                |
| 2236 classici                    | Classici  | Il mastino dei Baskerville                                                                                  | Arthur Conan Doyle                            |
| 2237                             | Oriente   | Dhammapada. La via del Buddha                                                                               | Stephen Cope (a cura di)                      |
| 2237 classici                    | Classici  | L'arte della guerra                                                                                         | Sun Tzu                                       |
| 2238                             | Narrativa | Il tempio dell'alba                                                                                         | Yukio Mishima                                 |
| 2238 classici                    | Classici  | Frankenstein                                                                                                | Mary Shelley                                  |
| 2239                             | Narrativa | Manuale di pittura e calligrafia                                                                            | José Saramago                                 |
| 2239 classici                    | Classici  | Orgoglio e pregiudizio                                                                                      | Jane Austen                                   |
| 2240                             | Narrativa | Il mio Tibet libero                                                                                         | Dalai Lama                                    |
| 2240 classici                    | Classici  | Storia di una capinera                                                                                      | Giovanni Verga                                |
| 2241                             | Narrativa | Viaggio in Portogallo                                                                                       | José Saramago                                 |
| 2241 classici                    | Classici  | Le affinità elettive, a cura di Umberto Gandini                                                             | Johann Wolfgang Goethe                        |
| 2242                             | Narrativa | 33 attimi di felicità                                                                                       | Ingo Schulze                                  |
| 2242 classici                    | Classici  | Elogio della follia, a cura di Massimiliano Lacertosa                                                       | Erasmo da Rotterdam                           |
| 2243                             | Saggi     | Cinque chiavi per il futuro                                                                                 | Howard Gardner                                |
| 2243 classici                    | Classici  | Il tallone di ferro                                                                                         | Jack London                                   |
| 2244                             | Saggi     | Il bambino non è un elettrodomestico                                                                        | Giuliana Mieli                                |
| 2244 classici                    | Classici  | Tutto è bene quel che finisce bene                                                                          | William Shakespeare                           |
| 2245                             | Saggi     | I padroni del cibo                                                                                          | Raj Patel                                     |
| 2245 classici                    | Classici  | Il fantasma di Canterville e altri racconti                                                                 | Oscar Wilde                                   |
| 2246                             | Saggi     | Come il jazz può cambiarti la vita                                                                          | Wynton Marsalis                               |
| 2246 classici                    | Classici  | Oblómov | Ivan Aleksandrovič Gončarov                   |
| 2247                             | Saggi     | Il bene comune della Terra                                                                                  | Vandana Shiva                                 |
| 2247 classici                    | Classici  | Il giocatore                                                                                                | Ivan Aleksandrovič Gončarov                   |
| 2248                             | Saggi     | Il segreto della domanda. Intorno alle cose umane e divine                                                  | Umberto Galimberti                            |
| 2248 classici                    | Classici  | Ragione e sentimento                                                                                        | Jane Austen                                   |
| 2249                             | Saggi     | Le strategie fatali                                                                                         | Jean Baudrillard                              |
| 2249 classici                    | Classici  | Inni alla notte - Canti spirituali                                                                          | Novalis                                       |
| 2250                             | Saggi     | Il corpo delle donne                                                                                        | Lorella Zanardo                               |
| 2250 classici                    | Classici  | Bel-Ami | Guy de Maupassant                             |
| 2251                             | Narrativa | Fiasco | Imre Kertész                                  |
| 2251 classici                    | Classici  | Il conte di Montecristo                                                                                     | Alexandre Dumas (padre)                       |
| 2252                             | Narrativa | Le balene lo sanno: viaggio nella California messicana                                                      | Pino Cacucci                                  |
| 2252 classici                    | Classici  | Il dominatore delle tenebre                                                                                 | Howard Phillips Lovecraft                     |
| 2253                             | Oriente   | Scolpire l'immenso                                                                                          | Osho                                          |
| 2253 classici                    | Classici  | Il Cid | Pierre Corneille                              |
| 2254                             | Narrativa | Lunedì blu                                                                                                  | Arnon Grunberg                                |
| 2254 classici                    | Classici  | Doppio sogno                                                                                                | Arthur Schnitzler                             |
| 2255                             | Saggi     | Le passioni e gli interessi                                                                                 | Albert Otto Hirschman                         |
| 2255 classici                    | Classici  | Cime tempestose                                                                                             | Emily Brontë                                  |
| 2256                             | Saggi     | L'ermeneutica del soggetto. Corso al Collège de France 1981-82                                              | Michel Foucault                               |
| 2256 classici                    | Classici  | Walden. Vita nel bosco                                                                                      | Henry David Thoreau                           |
| 2257                             |           | |                                               |
| 2257 classici                    | Classici  | Aforismi | Oscar Wilde                                   |
| 2258                             |           | |                                               |
| 2258 classici                    | Classici  | Quaderno di appunti, trad. di Elsa Morante                                                                  | Katherine Mansfield                           |
| 2259                             |           | |                                               |
| 2259 classici                    |           | |                                               |
| 2260                             | Narrativa | Lanterne rosse                                                                                              | Su Tong                                       |
| 2261                             | Narrativa | Delfini | Banana Yoshimoto                              |
| 2262                             | Narrativa | Maggio splendeva                                                                                            | Marco Archetti                                |
| 2263                             | Narrativa | Assassinio a Prado del Rey e altre storie sordide                                                           | Manuel Vázquez Montalbán                      |
| 2264                             | Narrativa | Morte di Bunny Munro                                                                                        | Nick Cave                                     |
| 2265                             | Narrativa | Scintille. Una storia di anime vagabonde                                                                    | Gad Lerner                                    |
| 2266                             | Saggi     | La voce di Bob Dylan: una spiegazione dell'America                                                          | Alessandro Carrera                            |
| 2267                             | Narrativa | Il tempo invecchia in fretta                                                                                | Antonio Tabucchi                              |
| 2268                             | Noir      | Il monastero dei lunghi coltelli                                                                            | Douglas Lindsay                               |
| 2269                             | Oriente   | Tao Te Ching                                                                                                | Lao Tzu                                       |
| 2270                             | Narrativa | La seconda vita di Francesco d'Assisi                                                                       | José Saramago                                 |
| 2271                             | Cinema    | Burton racconta Burton                                                                                      | Tim Burton                                    |
| 2272                             | Saggi     | Maschere per un massacro: quello che non abbiamo voluto sapere della guerra in Jugoslavia                   | Paolo Rumiz                                   |
| 2273                             | Narrativa | Saggio sulla lucidità                                                                                       | José Saramago                                 |
| 2274                             | Saggi     | Riconoscere ciò che è: la forza rivelatrice delle costellazioni familiari, dialoghi con Gabriella ten Hovel | Bert Hellinger                                |
| 2275                             | Narrativa | Sillabario dei tempi tristi                                                                                 | Ilvo Diamanti                                 |
| 2276                             | Saggi     | Musica dentro                                                                                               | Paolo Fresu                                   |
| 2277                             | Saggi     | I supplizi capitali. Origine e funzioni delle pene di morte in Grecia e a Roma                              | Eva Cantarella                                |
| 2278                             | Storia    | Sull'orlo del precipizio. 1939. I dieci giorni che trascinarono il mondo in guerra                          | Richard Overy                                 |
| 2279                             | Storia    | Il Che. Una leggenda del secolo                                                                             | Pierre Kalfon                                 |
| 2280                             | Storia    | Occhiacci di legno                                                                                          | Carlo Ginzburg                                |
| 2281                             | Storia    | Storia dell'Italia moderna. IV. Dalla rivoluzione nazionale all'Unità. 1849-1860                            | Giorgio Candeloro                             |
| 2282                             | Storia    | Le ragioni di un decennio. 1969-1979. Militanza, violenza, sconfitta, memoria                               | Giovanni De Luna                              |
| 2283                             | Narrativa | Chicago | ʿAlāʾ al-Aswānī                               |
| 2284                             | Narrativa | Amore 14 | Federico Moccia                               |
| 2285                             | Narrativa | La leggenda dei monti naviganti                                                                             | Paolo Rumiz                                   |
| 2286                             | Narrativa | Una pace perfetta                                                                                           | Amos Oz                                       |
| 2287                             | Oriente   | La danza della luce e delle ombre                                                                           | Osho                                          |
| 2288                             | Saggi     | Mai più paura della matematica. Come fare pace con numeri e formule                                         | Giovanni Filocamo                             |
| 2289                             | Saggi     | I no per amare. Comunicare in modo chiaro ed efficace per crescere figli forti e sicuri di sé               | Jesper Juul                                   |
| 2290                             | Saggi     | Le emozioni ferite                                                                                          | Eugenio Borgna                                |
| 2291                             | Saggi     | Nietzsche e il teatro della filosofia                                                                       | Salvatore Natoli                              |
| 2292                             | Storia    | L'officina della Costituzione italiana (1943-1948)                                                          | Domenico Novacco                              |
| 2293                             | Storia    | Storia dell'Italia moderna. III. La rivoluzione nazionale. 1846-1849                                        | Giorgio Candeloro                             |
| 2294                             | Narrativa | Vita agra di un anarchico. Luciano Bianciardi a Milano                                                      | Pino Corrias                                  |
| 2295                             | Narrativa | Emmaus | Alessandro Baricco                            |
| 2296                             | Saggi     | Le donne non invecchiano mai                                                                                | Iaia Caputo                                   |
| 2297                             | Narrativa | L'infinito nel palmo della mano                                                                             | Gioconda Belli                                |
| 2298                             | Narrativa | Saper perdere                                                                                               | David Trueba                                  |
| 2299                             | Narrativa | Le donne | T. Coraghessan Boyle                          |
| 2300                             | Saggi     | Il riso. Saggio sul significato del comico                                                                  | Henri Bergson                                 |

- I 100 successivi: Universale Economica Feltrinelli dal 2301 al 2400